# 위그 (베르망두아)
위그(Hugh of Vermandois, 920년 - 962년) 또는 우고(Ugo), 후고(Hugo)는 프랑크 왕국의 귀족, 가톨릭 성직자로 랭스 대주교이자 백작을 역임하였다. 베르망두아 백작 헤르베르트 2세와 로베르 1세의 딸 아델라의 아들이다. 925년부터 931년까지 랭스 대주교였고 축출된 뒤에는 아버지 헤르르트 2세와 고모부이자 외종조부 위그 르 그랑의 힘으로 941년 복직했다. 948년에는 파문을 당하기도 했다. 카롤링거 왕가의 분가인 헤르베르터 왕조 출신이었다.

## 생애

### 소년기
베르망두아 백작 헤르베르트 2세와, 네우스트리아 후작이자 서프랑크 왕국의 국왕 로베르 1세의 딸 아델라 드 네우스트리아의 아들이다. 외할아버지 로베르 1세의 뒤를 이어 로베르 지지파에 의해 추대되었던 부르고뉴의 라울은 위그의 이모부였다. 그는 부계로는 카롤링거 왕조의 후손으로, 샤를마뉴 대제의 손자 롬바르드의 왕 베른하르트 1세의 서자 상리스와 페로네의 백작 피핀 2세의 증손자였다.
소년 시절 그는 부제(Deacon)에 임명되었다. 그가 부제에 임명된 시점은 알려져 있지 않다.
위그의 아버지 헤르베르트 2세는 자신의 아들 위그를 랭스 대주교로 앉히려고 시도했지만 실패했고, 대신 922년 세울프가 랭스 대주교에 임명되었다. 그러나 922년에 랭스 대주교 세울프(Seulf)로부터 자신의 사후 헤르베르트의 아들 위그를 후계자로 승인할 것을 약속받았다. 그러나 위그의 랭스 대주교 임명을 반대하는 이들이 있었다.
925년 주교가 되어 당시 주교 중에는 최연소자였다. 925년 랭스 대주교 세울프(Seulf)는 죽기 전 그를 후계자로 지명하였다. 같은 해 5월 그는 대주교가 되어 랭스 대주교로 부임하였다. 세울프가 죽자 헤르베르트는 위그를 랭스 대주교에 앉힌 뒤 926년 교황 요한네스 10세에게 사자를 보냈고, 교황 요한네스 10세로부터 위그의 대주교직 승인을 받아냈다. 승인을 확인한 후 헤르베르트는 아들 위그를 오세르에 보내 신학공부를 하게 했고, 실제 권한은 수아송의 아보 주교가 대신 행사하였다. 그 뒤로도 당분간 수아송의 아보 주교가 그를 대신하여 주교좌 임무를 수행하였다. 동시에 위그는 랭스 백작직을 겸직하였다.

### 대주교 착좌와 해임
931년 라울 왕과 프랑크 공 위그 르 그랑은 그의 아버지 헤르베르트 2세를 물리쳤다. 위그는 랭스 대주교에서 해임되고 아르토 주교를 대신 임명했다. 랭스 백작직도 해임되었다. 그가 랭스 대주교에서 해임된 이후 아르토와의 불화는 계속되었다. 아버지 헤르베르트 2세는 그를 랭스 대주교로 복직시키려 노력했다. 아버지 헤르베르트는 위그 르 그랑에게 도움을 요청했고, 헤르베르트 2세와 위그 르 그랑의 도움으로 941년 랭스 대주교좌에 복직하였다.
946년 루이 4세가 랭스 지역을 회복하면서 그는 해임되고 아르토가 복귀했다. 그러나 961년 아르토 주교가 선종한 뒤에도 그는 랭스 성당 대주교로 복직하지 못했다. 교황 요하네스 12세는 아르톨드의 후임으로 오델리쿠스(Odelricus)를 임명했다.
946년 위그는 알 수 없는 이유로 오세르(Auxerre)의 주교로 서임되었다. 그러나 로마 교황의 주재하에 열린 인겔하임 회의에서 교구는 해산되고, 그는 면직되었다. 948년에는 한때 파문을 당하기도 했다. 아르토 사후에도 그의 후계자 후보로 거론되었지만 낙점받지 못했다. 이후로도 위그는 여러번 랭스 대주교 후보로 추천되었지만 낙마하였다. 위그는 뫼욱스로 돌아가 여생을 보냈다.
961년에도 그를 주교직으로 회복하려는 시도가 여러번 있었지만 교황 요한 12세는 이를 허락하지 않았다. 962년 교황 요한 12세는 로트링겐 출신으로 아르눌프 드 메츠 주교의 후손 오델릭(Odalric)을 랭스 대주교로 임명했고, 위그는 그해 산티아고데콤포스텔라를 순례하고 돌아온 뒤 뫼욱스에서 선종했다.

## 가족 관계
- 할아버지 : 헤르베르트 1세
- 아버지 : 헤르베르트 2세
- 어머니 : 아델라 드 서프랑크(Adele of Wsetfranks), 서프랑크의 군주 로베르 1세의 딸
  - 형 : 외드 베르망두아(Eudes de Vermandois, 915년 ~ 946년 6월 19일)
  - 형 : 아달베르트 1세(Adalbert I)
  - 누나 : 아델라 드 베르망두아(Adela de Vermandois)
  - 매부 : 아르눌프 1세(Arnulf I of Flanders), 플랑드르 백작
  - 형 : 헤르베르트 3세, 별칭은 장로(the old)
  - 형 : 로베르 1세(Robert I)
  - 누나 : 리우트가르트(Luitgarde de Vermandois, 914년 - 978년 2월 9일)
  - 남동생 : 가이 1세(Guy I) 또는 구이도 1세(Guido I, 919년경 - 986년/989년 6월 13일 사망)
- 외할아버지 : 로베르 1세
  - 이모 : 엠마
  - 이모부 : 라울

## 참고 자료
- Annals of Flodoard, p. 21
- Christian Settipani, La Préhistoire des Capétiens (Nouvelle histoire généalogique de l'auguste maison de France, vol. 1), Villeneuve d'Ascq, éd. Patrick van Kerrebrouck, 1993, 545 p. (ISBN 978-2-95015-093-6)
- Honoré Fisquet, La France pontificale (Gallia christiana), histoire chronologique et biographique des archevêques et évêques de tous les diocèses de France depuis l'établissement du christianisme jusqu'à nos jours, divisée en 17 provinces ecclésiastiques - Métropole de Reims - Reims, Paris : E. Repos, 1864-1873, pp.53-5